# پیزر لمیده
پیزر لمیده (نام علمی: Scirpus flaccidifolius) نام یک گونه از سرده تزک است.